# Grangeville (Idaho)
Grangeville è una città degli Stati Uniti d'America, nello stato dell'Idaho e capitale della Contea di Idaho. Nel 2014 contava 3.141 abitanti.